# Ubu enchaîné
Pour l'adaptation télévisée de la pièce par Jean-Christophe Averty, voir Ubu enchaîné (TV).
Ubu enchaîné est une pièce de théâtre d'Alfred Jarry écrite en 1899. Elle est la « contrepartie » d’Ubu roi.
Elle fut publiée en 1900 aux Éditions de La Revue blanche à Paris, puis créée au Théâtre de l'Exposition universelle de 1937.
Le Père Ubu, roi grotesque et symbole de la tyrannie du pouvoir dans Ubu roi, décide ici de devenir esclave pour acquérir une véritable puissance.

## Distribution à la création
- Jean Témerson : Père Ubu
- Frédéric O'Brady : Lord Catoblépas, le geôlier
- Roger Blin : Premier Homme Libre
- Rosen : Troisième Homme Libre
- Henri Leduc : l'Académicien
- Metteur en scène : Sylvain Itkine
- Décors : Max Ernst

## Adaptation à la télévision
- 1971 : réalisateur : Jean-Christophe Averty